# ラジかる!!
『ラジかる!!』は、2005年10月3日から2006年3月30日まで日本テレビ（関東ローカル）で放送された公開生放送された情報・バラエティ番組である。タイトルの由来は「ラジオでカルチャー」（英字表記のRADIO DE CULTUREは、タイトルロゴの下部にも表記されている）。『汐留スタイル!』『クリック!』に続く後番組。地上デジタルハイビジョン放送。
放送時間は15:55 - 17:25（JST）。その後SB枠無しで『NNNニュースプラス1』を放送する。
2006年4月より夕方から朝に枠移動して、『ラジかるッ』に改題された。2009年3月30日～2010年3月26日まで放送された『おもいッきりDON!』→『おもいッきりDON!第1部 おもいッきりPON!』、2010年3月29日から2018年9月27日まで放送された『PON!』の直接的ルーツにあたる番組である。

## 番組概要
2003年より日本テレビでは、夕方の時間に報道番組（NNNニュースプラス1）とは別に、16時台の再放送枠に生放送のワイド番組「汐留スタイル!」（2005年4月からは「クリック!」）を編成。しかし全国の民放各局で放送されている夕方ワイド番組とは違い、人気タレント主導によるバラエティ色の強い情報番組であった。
『ラジかる!!』では、ラジオ番組のように視聴者とより密着した番組をコンセプトとしており、生の雰囲気の強調するため、日本テレビ汐留社屋1階にあるガラス張りのスタジオ「ゼロスタジオ」から放送、ニュース、芸能、また新聞記事（夕刊紙）や週刊誌の紹介なども行い、生放送色を強めていた。加えて、曜日ごとに生中継のコーナーを設け、それ以外にもテレビ電話やお天気カメラなど、大型の中継車を必要としない形での中継も随時織り込んでいた。
演出面でも生のラジオ番組同様にBGMを頻繁に切り替えるなどを行ったが、場の雰囲気にふさわしくないBGMを流すこともあった。これまでの時間帯の内容とは異質なトークやコーナー（キャバクラ嬢と同伴するコーナーや、美人の人妻を紹介するコーナーなど）があるなど、バラエティ色の強さは残っており、同時に新聞のテレビ番組欄も、かなり刺激的な単語が多く記されていた。加えて、中継等でも携帯テレビ電話を使用するため、回線が切れる事などもあり、ハプニングも多かった。

### 2006年4月から「ラジかるッ」へ
番組は2006年3月30日で終了し、16時台は4月からは再放送枠（Dパラダイス）となった。また『NNNニュースプラス1』は放送時間を拡大し、番組名も『NNN Newsリアルタイム』に改題となっている。
そして、関東地区で苦戦していたよみうりテレビ制作の『なるトモ!』の後枠に移転するかたちで、同年4月3日『ラジかるッ』の開始に至った。
また、この改編を機に、多くの曜日レギュラーが降板する一方、隔週司会だった岡田が月曜日レギュラーに、曜日別のレギュラーが全日のコーナーを任されたりと、出演者にとっては明暗を分ける改編となった。（『ラジかるッ』から『おもいッきりDON!』へ転換する際も同様の現象がみられた。）

## 主な出演者

### 総合司会
- 中山秀征
- 賀集利樹
- 宮﨑宣子（当時日本テレビアナウンサー）
- 岡田圭右（ますだおかだ）中山の「指名代打」総合司会

※中山秀征は月曜日のみ17時頃に早退（テレビ朝日『奇跡の扉 TVのチカラ』に出演の為。また、同番組が19時からのスペシャルとなる際は完全に欠席）。また、中山のスケジュールの都合により、隔週木曜日も欠席。岡田は中山が欠席・早退する際、「指名代打」として総合司会を担当する。

### コーナーレギュラー
- パックンマックン
- ザ・たっち
- 末高斗夢（2006年1月-）

### 「ラジかるちゃー」レギュラー
- 名越康文、沢詩奈々子（MAX）（月曜日）
- 西川史子、細山貴嶺（火曜日）
- 植松晃士、SHEILA(11月から)（水曜日）
- 北野誠、木村綾子（木曜日）

### 「世界FOMA美女通信」レギュラー
(2005年12月まで放送された)
- マダム更家（デューク更家夫人、月曜日…モナコ在住）
- 相原勇（火曜日…アメリカ・ニューヨーク在住）
- 阿部美穂子（水曜日…韓国在住）
- 小林明子（木曜日…イギリス・ロンドン在住）

### 「速ホウ!TV視聴率」レギュラー
- 山崎バニラ（月曜日）
- 磁石（火曜日）
- ネゴシックス（水曜日）
- タカアンドトシ（木曜日）

### ラジかる5メンバー
- 斎藤工(radi1)
- 渋谷謙人(radi2)
- 宇田川新(radi3)
- 熊井幸平(radi4)
- 桜倉ケン(radi5)

※この番組では、レギュラーであっても他の仕事がある場合などにはそちらを優先し欠席する、というスタンスをとっている。そのため、前述の中山の他に、オーストラリアロケのためにラジかる5の斎藤が長期間欠席したことがあった。

## 主なコーナー
太字で記したコーナーは「ラジかるッ」に引き継がれたもの。
- ラジかる!!ワイド

パックンマックンが進行するニュースコーナー。ニュース・芸能情報などを取り上げる。2005年12月までは「ラジかる!!ワイド 編集部に聞け」として放送。
- 速ホウ!TV視聴率

前日のテレビ視聴率トップ5を紹介。注目番組として番組宣伝も兼ねる。
- 携1グランプリ

ラジかる5のメンバー達が個人アドレスまでメールを応募し、結果発表は番組の最後に放送する。
- 神出鬼没!!天カメ天気予報

日本テレビのお天気カメラがある地域にザ・たっちが出没し、携帯電話のテレビ電話の機能を使って天気予報を伝える。音声は携帯電話からとっているため、回線が切れた場合は続行不能となる。もともとは斗夢が担当を予定していたが、当時スケジュールの都合で出演できず、同じ事務所に所属しているザ・たっちが担当になった。
- やじうまトム（2006年1月から）

斗夢が携帯電話を使用してイベントスポット（主に有名人が登場する記者会見会場）などに出没、テレビ電話機能を使って中継を行う。中継カメラがほかにないため、通話が途切れると終了し、復帰するまでにコメントなどで埋めている。
- 先出し!PLUS1

17:25から始まる『ニュースプラス1』で伝える予定のニュースをピックアップし、報道フロアからメインキャスターを務める近野宏明もしくはサブキャスターを務める山本真純が伝える。時間は16:45 - 17:00の3分前後。
- 青春リクエスト

毎日のゲストが日替りで登場。
- おしえて ラジかると

今夜、もしくは明日夜放送の人気番組から出演者がVTRで見どころを紹介。

### ラジかるちゃー
- ナナナ名越のシネマサプリッ!（月曜日）
  - MAXのナナ（沢詩奈々子）と精神科医の名越が、精神科医の立場から最新映画を解説。
- 細山貴嶺の週刊コドモ界（火曜日：2005年11月まで）
  - 小学5年生（当時）の細山と一緒に子供の世界を行く。
- ドクター西川の悩みスッキリ街角クリニック（火曜日：2005年12月から）
  - 西川が日テレプラザ付近にいる女性をピックアップし、体に関する悩みや症状に対しての対策方法を伝授する。稀にゲストが登場することも。
- 植松晃士の美・美・美・美人（水曜日）→「おブスのファッション　モテファッション」に変更
  - 植松が最近話題になった女性有名人のファッションを診断。
- 木村綾子のコトバのアヤ（木曜日：2005年12月まで）
  - 木村がお勧めの言葉を紹介。
- パックンマックンの週刊ディープインパクト!（木曜日：2006年1月から）
  - パックンマックンが、海外からのニュース映像から衝撃的なものを紹介。

### 中継コーナー
- レイザーラモンのハードな現場（月曜日）

レイザーラモンHGが毎週ハードな現場を生中継。
- 嶋大輔の男の勲章今日も同伴（火曜日）

嶋大輔がキャバクラ娘と同伴。
- まちゃまちゃの大食い完食道場破りッ!（水曜日）

まちゃまちゃと鳥羽博剛（日本テレビアナウンサー）が大盛りのあるお店をめぐり完食を目指す。実際にチャレンジするのは、フードファイターとして有名な白田信幸。
当初は自称大食いの女性タレントも参加したが、2006年1月からは有名人やお笑い芸人がグループで白田に対抗するという形式に。2006年3月現在では白田と一般参加者のギャル曽根との大食い対決が定番となっており、ギャル曽根は数回白田に勝ったこともある。見た目は細いが、その実力は未知数である。
- パックンマックンのワンポイント英会話（木曜日：2005年12月まで）

パックンマックンが様々な場所で、使える英会話を伝授する。
- 突撃!隣のちょっと美人妻!（木曜日：2006年1月から）

金剛地武志が突然、住宅街に住むちょっと美人な主婦の自宅に乱入、そこで自慢の手料理をいただく。

## スタッフ
- 構成：沢口義明
- チーフディレクター：尼崎昇
- プロデューサー：環真吾、上田識喜
- チーフプロデューサー：政橋雅人